# Westfalia Rhynern
Sportverein Westfalia Rhynern e.V. é uma agremiação esportiva alemã, fundada em 1935, sediada no distrito de Rhynern, na cidade de Hamm, na Vestfália.
Além do futebol, mantém departamentos de handebol, voleibol, atletismo, tênis de mesa, badminton, ginástica aeróbica, ginástica e ginástica para idosos.

## História
Foi criado em 1935 como Turn- und Sportverein Rhynern, mas desapareceu depois de dois anos, quando, como muitos outros clubes, foi dissolvido pela política do regime nazista. 
Após a Segunda Guerra Mundial, um grupo que incluía muitos dos antigos membros refez o clube, em 1946, como Sportverein Westfalia Rhynern.
O time avançou para a Westfalen Verbandsliga (V), em 1997, e dois anos mais tarde, faltou muito pouco para a promoção à  Oberliga Westfalen (IV), quando terminou a apenas dois pontos do campeão SC Herford. Em 2002, a equipe caiu para a Landesliga Westfalen (VI), depois de perder um jogo decisivo para o Borussia Emsdetten. 
Em seguida, retornou à quinta camada na temporada seguinte e, em 2006, terminou como vice-campeão na divisão. O Westfalia ganhou o campeonato em 2010 e subiu para a NRW-Liga (V).

## Títulos
- Verbandsliga Westfalen I (VI) Vice-campeão: 2009-2010;

## Cronologia recente
| Temporada | Liga                          | Colocação |
| --------- | ----------------------------- | --------- |
| 2004/05   | Verbandsliga Westfalen I (VI) | 4º        |
| 2005/06   | Verbandsliga Westfalen I      | 2º        |
| 2006/07   | Verbandsliga Westfalen I      | 4º        |
| 2007/08   | Verbandsliga Westfalen I      | 4º        |
| 2008/09   | Verbandsliga Westfalen I      | 8º        |
| 2009/10   | Verbandsliga Westfalen I      | 2º ↑      |
| 2010/11   | Nordrhein-Westfalen-Liga (V)  | 4º        |
| 2011/12   | Nordrhein-Westfalen-Liga      | 11º       |
| 2012/13   | Nordrhein-Westfalen-Liga      | º         |